# Козловка (Новгородская область)
Козловка — деревня в Окуловском муниципальном районе Новгородской области, относится к Боровёнковскому сельскому поселению.
Деревня расположена на Валдайской возвышенности, в 20 км к северу от Окуловки (50 км по автомобильной дороге), до административного центра сельского поселения — посёлка Боровёнка 15 км (18 км по автомобильной дороге).
В 2 км к северу от Козловки находится деревня Тальцево, а в 2 км к югу деревня Крутец.
| 2010 |
| ---- |
| 60   |

## История
До 2005 года деревня входила в число населённых пунктов подчинённых администрации Каёвского сельсовета.

## Достопримечательности
- Покровская церковь, построенная близ Козловки в 1892 году по проекту архитектора А. А. Парланда. Здание церкви стоит на обособленном месте в кругу деревьев. Церковь сложена из тёмно-красного кирпича и не оштукатурена.
- Усадьба Храповицких. Парк регулярной планировки (3,3 га)[3].

## Транспорт
Ближайшая железнодорожная станция расположена в Боровёнке. Через деревню проходит автомобильная дорога Боровёнка — Висленев Остров — Любытино.